# William Anderson (naturaliste)
Pour les articles homonymes, voir William Anderson et Anderson.
William Anderson est un  médecin, un explorateur et un naturaliste britannique né le 28 décembre 1750 à North Berwick et mort le 3 août 1778 sur les côtes russes.
Il participe, comme chirurgien et naturaliste, au deuxième voyage de James Cook (1728-1779) à bord du HMS Resolution et au troisième voyage toujours à bord du HMS Resolution. Il réalise d’importantes récoltes de plantes aujourd’hui conservées au British Museum.

## Source
- (en) Biographie de l’Australian National Botanic Gardens